# Даун, Генрих Йозеф Дитрих Мартин
Граф Генрих Йозеф Дитрих Мартин фон унд цу Даун (нем. Heinrich Joseph Dietrich von Daun 1 сентября 1678 — 31 января 1761) — имперский (австрийский) фельдмаршал (1741).

## Биография
Родился в 1678 году. Сын фельдмаршала Вильгельма Дауна  (1621—1706), младший брат фельдмаршала Вириха Дауна (1669—1741), дядя генералиссимуса Леопольда Йозефа Дауна (1705—1766). В 1683 году его отец, за отличие в Венской битве, был награждён графским титулом. 
Участвовал в Войне за испанское наследство в качестве полковника и командира полка. Был ранен под Турином, принимал участие в штурме Гаэты.
Затем участвовал в очередной Австро-турецкой войне, в ходе которой был произведён в фельдмаршал-лейтенанты (генерал-лейтенанты; 1716). Участвовал в Петровардинском сражении и осаде Белграда. Начиная с 1720 года был комендантом Офена. 
В 1723 году был произведён в фельдцейхмейстеры (полные генералы), а в 1741 году в фельдмаршалы. 
Скончался в 1761 году.